# Волерон
Волерон (грчки: Βολερον) је била византијска тема у југозападној Тракији.

## Историја
Волерон се по први пут спомиње средином 9. века у Житију Светог Григорија Декаполита, како би се описало подручје између реке Нестос на западу, Родопа на северу, Корпилеја на истоку и Егејског мора на југу. Почетком 11. века постала је посебна административна јединица. Помиње се као дијецеза 1047. године. Као тема, Волерон се помиње 1083. године са најмање два бандона: Месинополис и Перитерион. Међутим, Волерон се најчешће помиње у саставу тема Солун и Стримон. Након пада Цариграда 1204. године током Четвртог крсташког рата, створена је Солунска краљевина. Она је освојена од стране Никејског царства. Око 1246. године, Јован III Дука Ватац обновио је Волерон као посебну административну јединицу (Волерон-Месинополис). Почетком 14. века, током владавине Палеолога, Волерон се поново ујединио са Стримоном и Сером, али је његов значај опао. Волерон се 1344. године помиње само као кастрон (мања област са утврђеним градом), а не као тема.
Након продора Турака у Волерон, серски господар Угљеша Мрњавчевић је освојио западни део ове покрајине с језером Пору - тако је превазишао границе Душанове царевине у христопољским кланцима.